# Djurgöl (Hallingebergs socken, Småland)
Djurgöl är en sjö i Västerviks kommun i Småland och ingår i Botorpsströmmens huvudavrinningsområde. Sjöns area är 0,02 kvadratkilometer och den är belägen 80 meter över havet.